# Голлан, Брэди
Брэ́ди Го́ллан (англ. Brady Gollan, род. 28 марта 1965 года) — канадский бывший профессиональный игрок в снукер; теперь играет на высоком уровне в пул.

## Карьера
В 1986 году вышел в четвертьфинал любительского чемпионата мира. В 1988 году стал чемпионом Канады по снукеру, сделав при этом высший брейк турнира — 115 очков; годом позже он достиг 1/8 финала чемпионата Великобритании. В 1990 году в единственный раз в карьере вышел в финальную стадию чемпионата мира, но в 1/16-й проиграл Дугу Маунтджою со счётом 8:10. В 1991-м Голлан в паре с Джимом Вичем занял второе место на турнире World Masters, а также достиг полуфинала European Open. Примечательно, что Брэди Голлан никогда не был даже в топ-32 (высший рейтинг — 35-й).
С недавнего времени Брэди Голлан стал на высоком уровне играть в пул: он участвует в канадском туре по «девятке».